# Isuzu D-Max
Isuzu D-Max − średniej wielkości samochód osobowy typu pickup produkowany od 2002 roku przez należącą do koncernu General Motors japońską firmę Isuzu. Obecnie produkowana jest trzecia generacja modelu.

## Pierwsza generacja

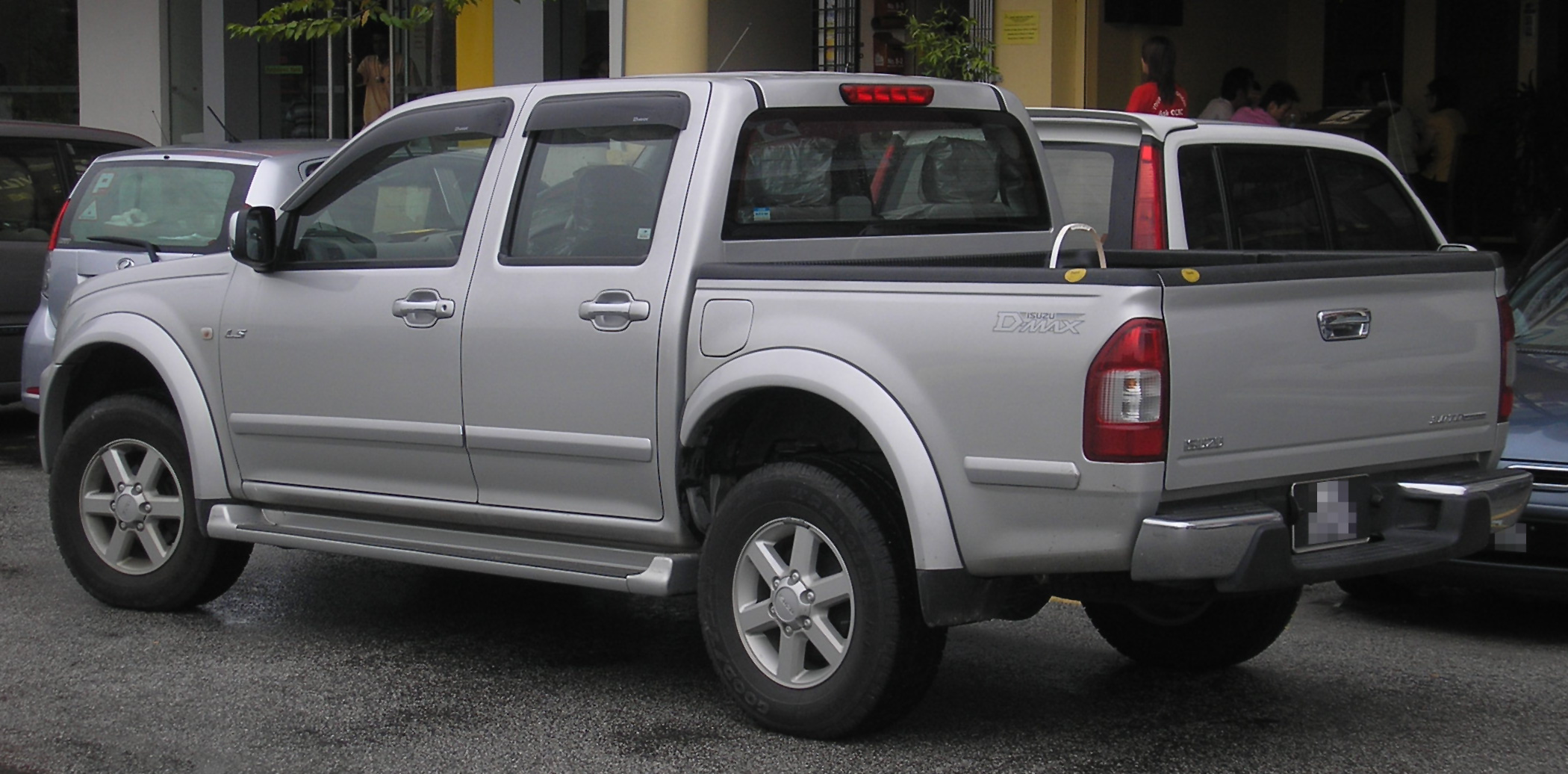
Isuzu D-Max I - tył przed liftingiem

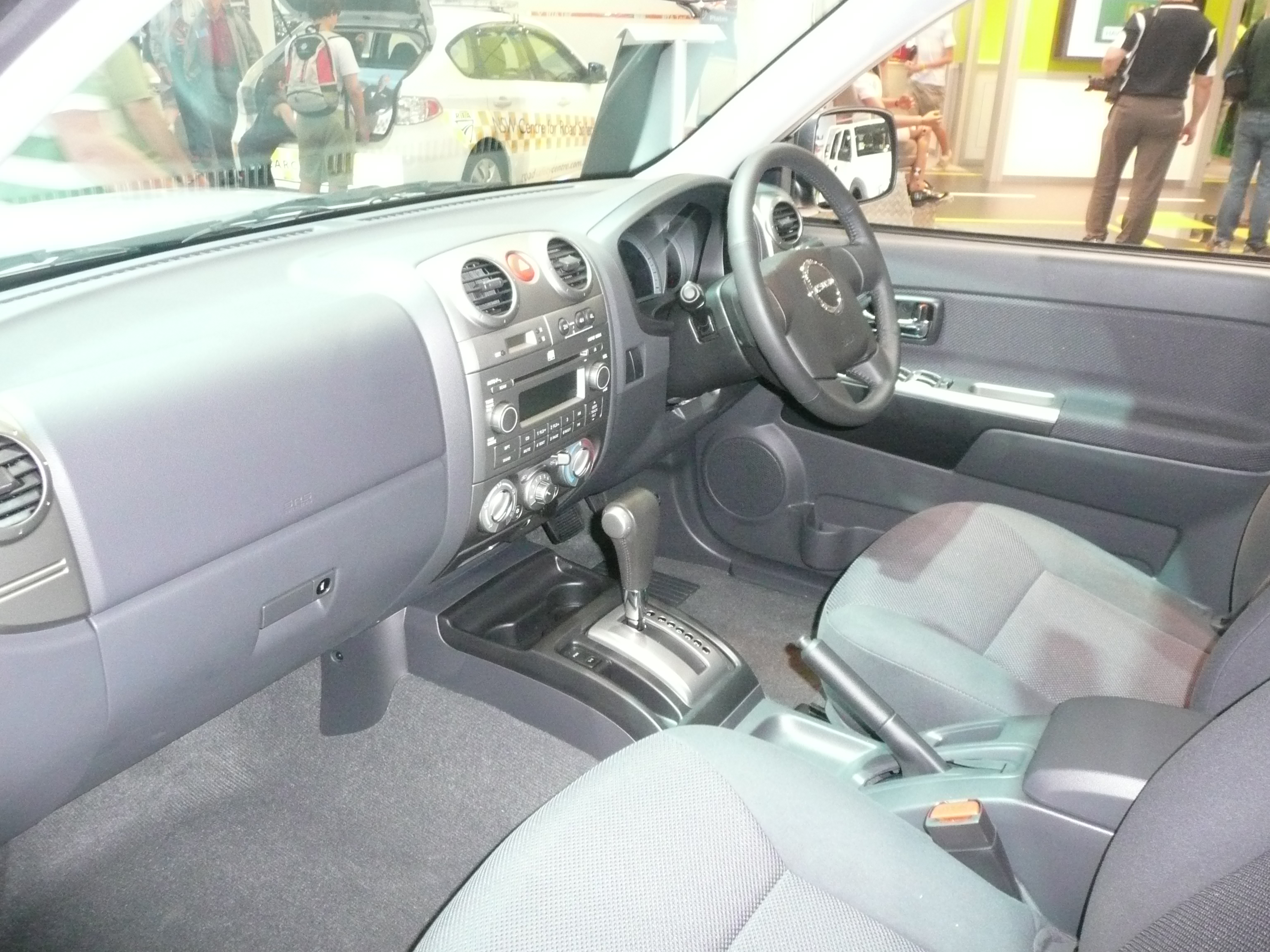
Wnętrze

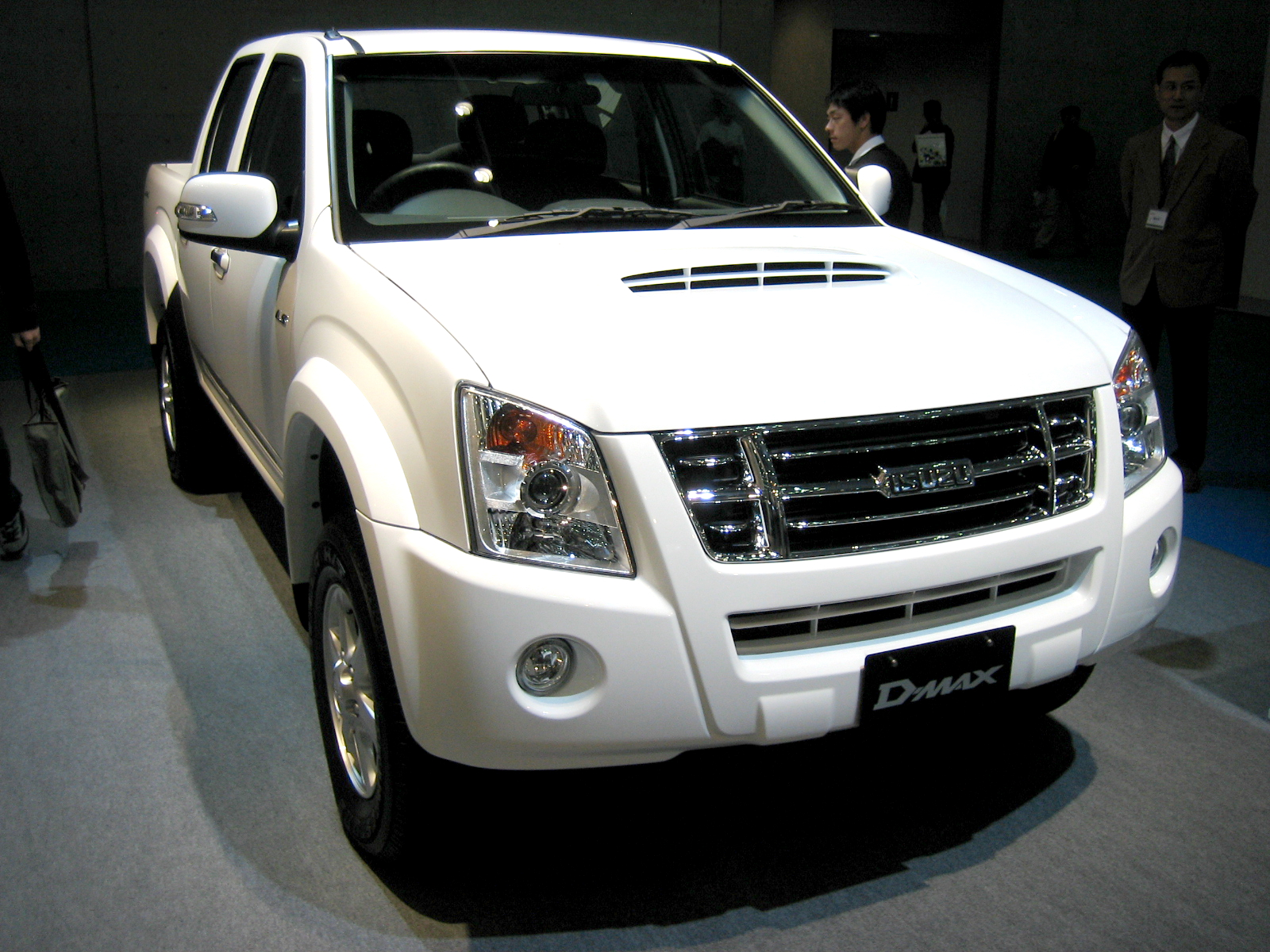
Isuzu D-Max I po liftingu

Isuzu D-Max I został zaprezentowany po raz pierwszy w 2002 roku. Samochód jest oparty  Chevrolet Colorado. Produkcja samochodu zakończyła się w 2011 roku, ale od 2003 roku jest nieprzerwanie produkowany w Chinach. Do 2008 roku samochód produkowano w Chile.

### Lifting
W 2007 roku auto przeszło lifting, polegający na zmianie wyposażenia i zderzaków.

### Wyposażenie
Standardowe wyposażenie pojazdu obejmuje m.in. ABS z EBD, dwie poduszki powietrzne.

## Druga generacja

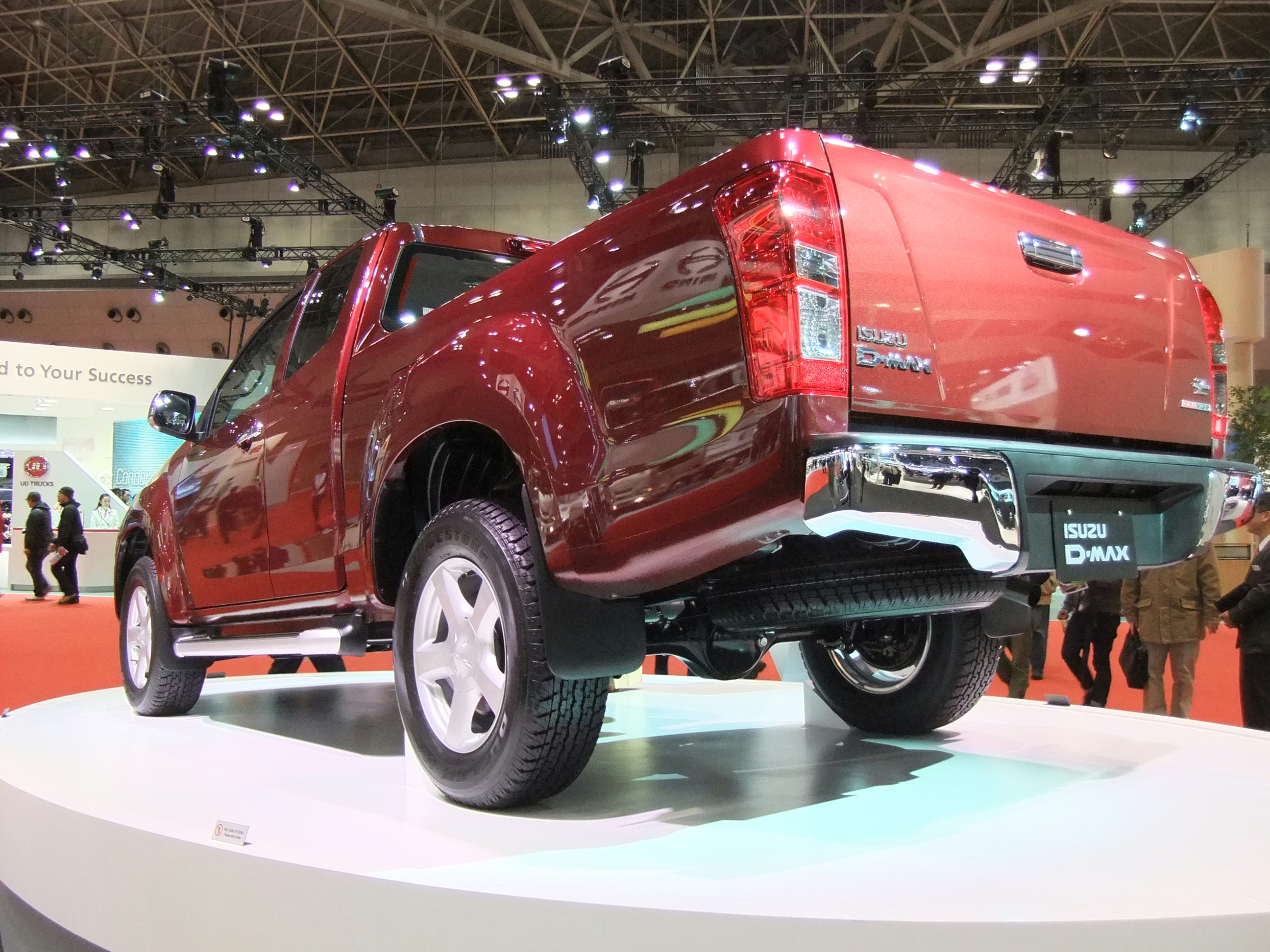
Isuzu D-Max II - tył przed liftingiem

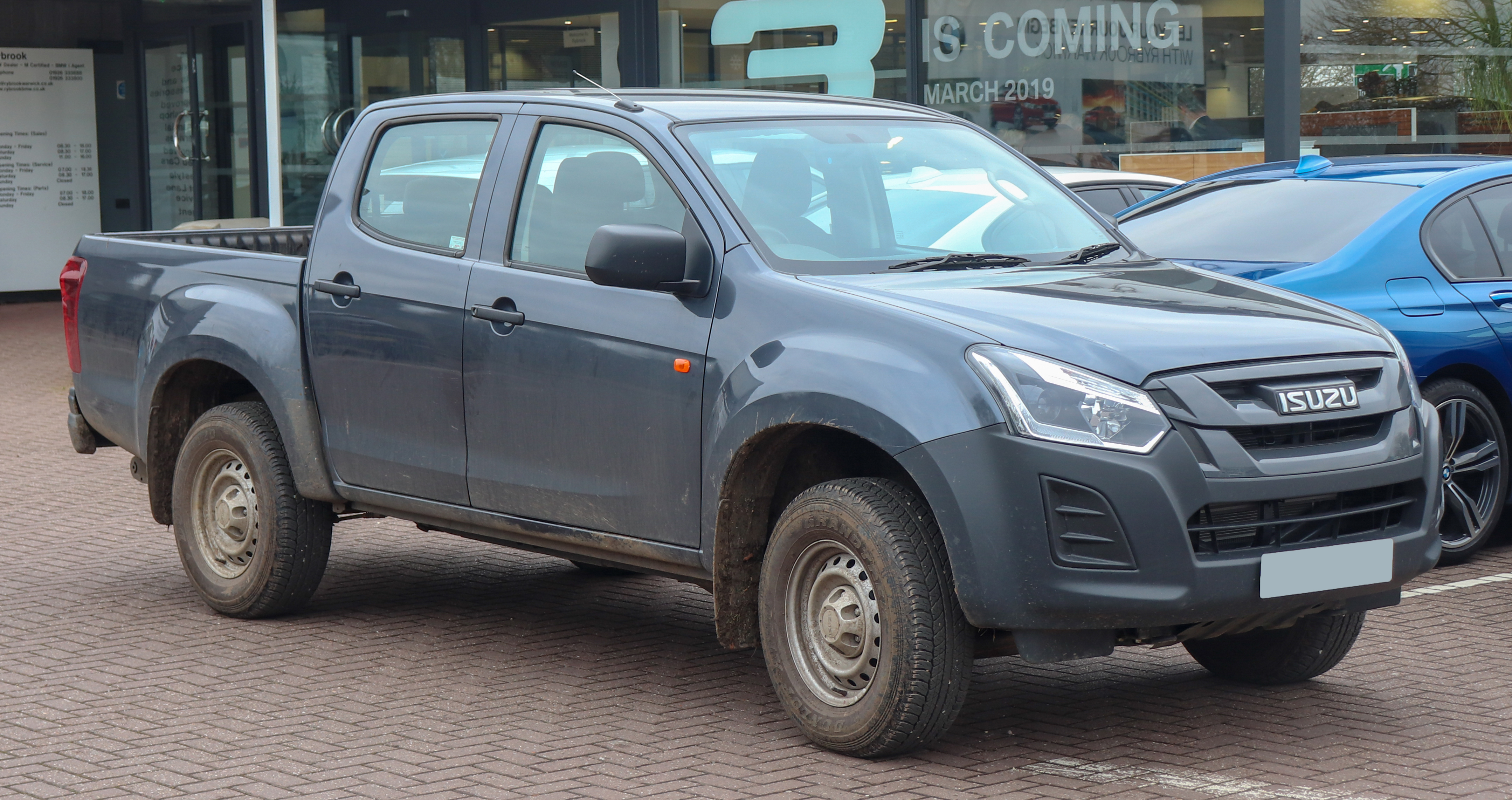
Isuzu D-Max II po pierwszym liftingu

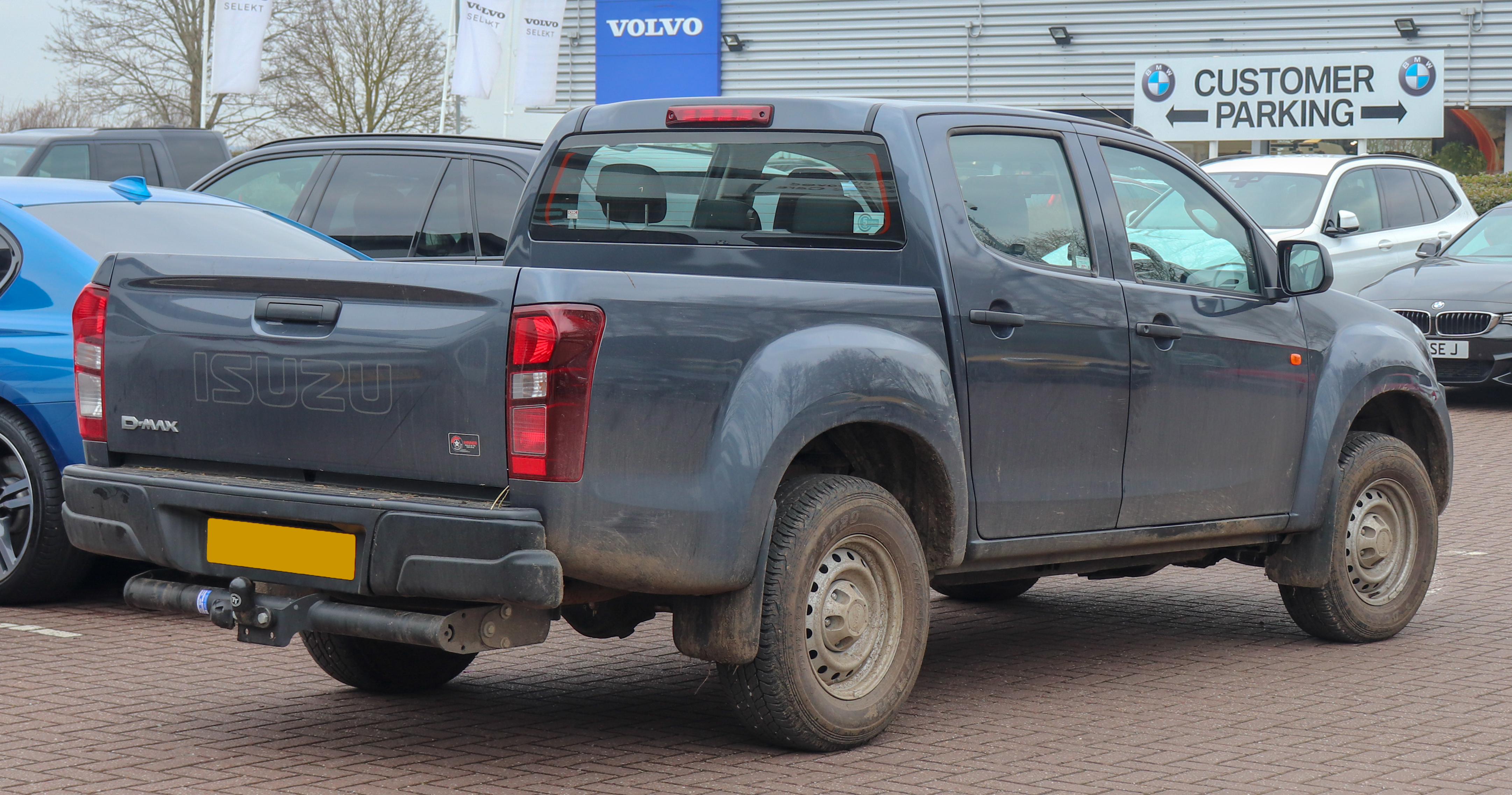
Isuzu D-Max II - tył po pierwszym liftingu

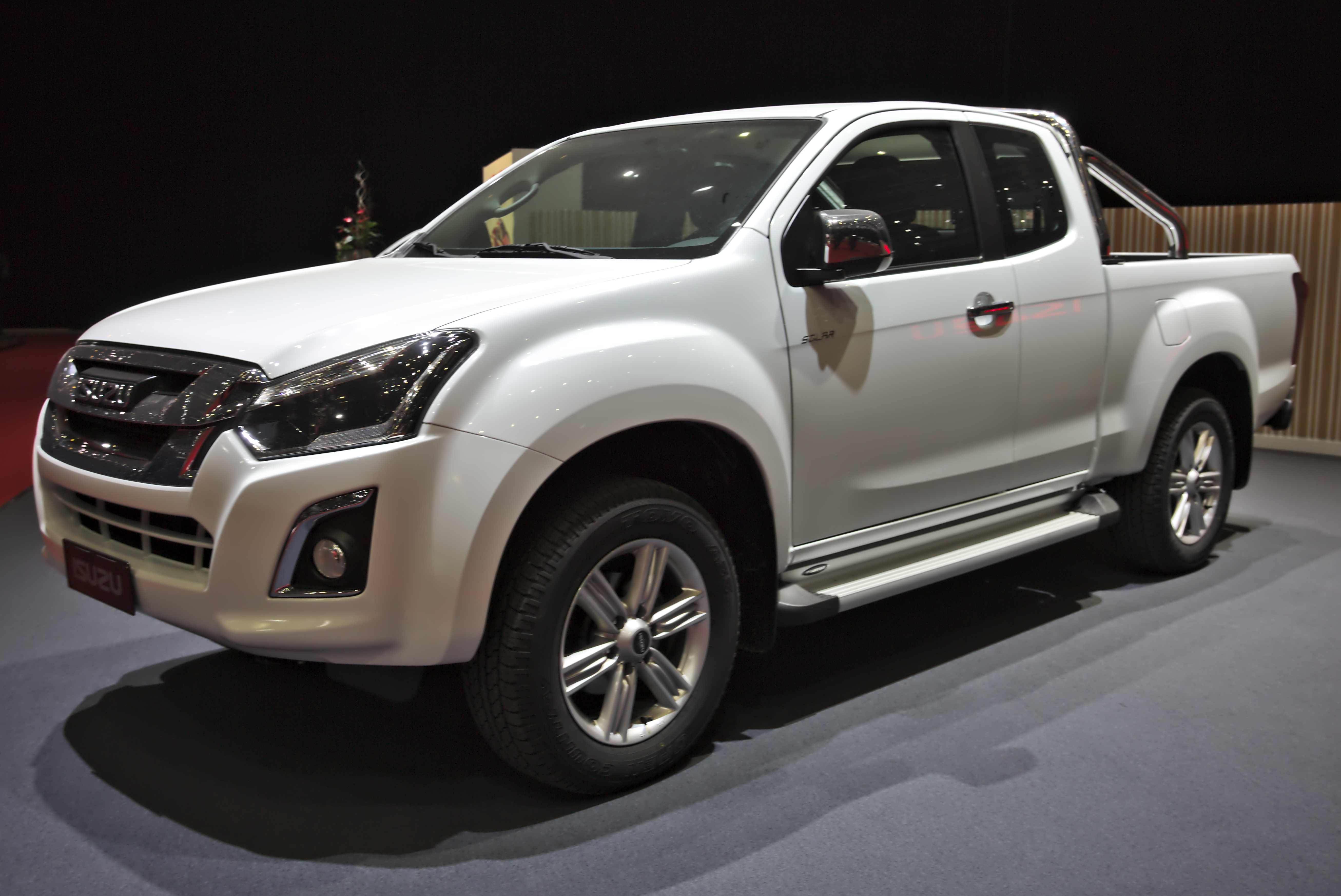
Isuzu D-Max po drugim liftingu

Isuzu D-Max II produkowany jest równolegle z pierwszą generacją od 2011 roku. Auto powstało we współpracy z koncernem General Motors. Pojazd po raz pierwszy zaprezentowano podczas targów motoryzacyjnych w Tokio w grudniu 2011 roku.

### Lifting
Samochód w 2015 roku przeszedł pierwszy lifting. W 2017 roku samochód przeszedł kolejny lifting.

### Wersje wyposażeniowe
- L
- LS
- LS Aut
- LSX
- LSX Aut
- LSX YIN
- LSX YANG
- LSX AUT YIN
- LSX AUT YANG

## Trzecia generacja

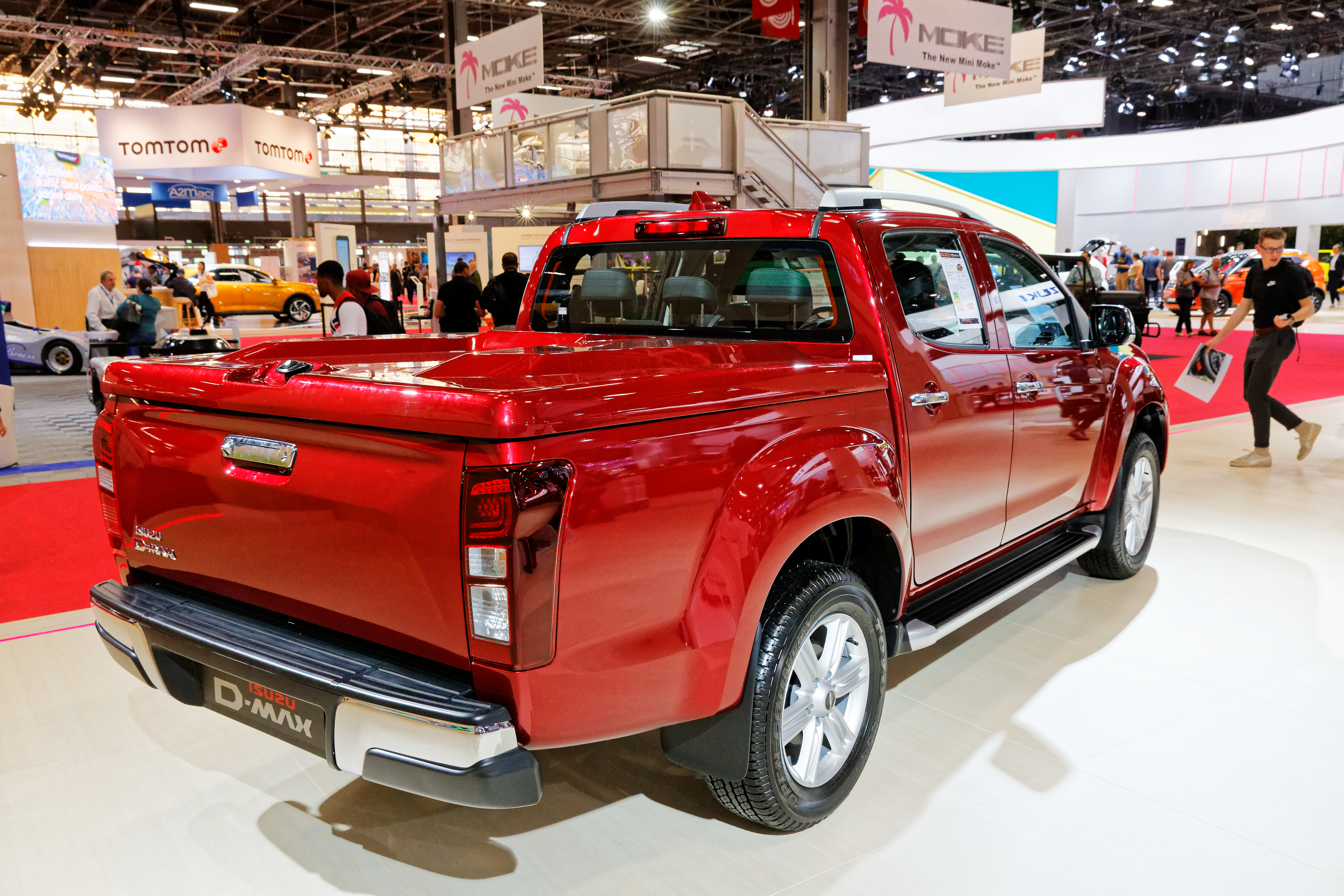
Isuzu D-Max III - tył

Isuzu D-Max III został zaprezentowany po raz pierwszy w 2019 roku. Trzecia generacja ma większy rozmiar niż poprzednik. W czerwcu 2020 została zaprezentowana bliźniacza odmiana modelu Mazda BT-50. Jest to pierwsza generacja, która nie dzieli nadwozia z Chevroletem Colorado. 